# 悟心元明
悟心元明（ごしん げんみょう、正徳3年（1713年） – 天明5年7月27日（1785年8月31日））は、江戸時代中期の日本の禅僧・画家・篆刻家である。
悟心は道号、元明は法諱、別号に懶庵・夢幻叟・有荷庵・一雨庵・九華などがある。伊勢松阪の人。

## 略伝
悟心は伊勢松坂中町に外科医の松本駝堂の子として生まれる。父駝堂は伴蒿蹊の『近世畸人伝』に取り上げられている。また出生地の中町は韓天寿が養子に入った中川家とは同じ町内であり、この地縁が後の交流に繋がっている。11歳で伊勢多気郡相可村の天照山法泉寺の衝天元統について出家した。近江や京都での修行の間も詩文を好み、新興蒙所に篆刻を学んだ。その後、江戸に出て服部南郭に詩文を、細井広沢に書を学ぶ。延享元年（1744年）に京都の金戒光明寺門前に一雨庵を構えている。このころ同じく黄檗僧の終南が隣に住んだ。宝暦5年（1755年）に法泉寺の第6代住持となるが数年後これを辞して、ふたたび一雨庵に戻っている。その後にも宝暦13年（1763年）に近江の正瑞寺（東近江市五個荘日吉町）の住持となるが10年後、辞して帰郷し浄光庵(伊勢多気郡乳熊村)を結んで隠棲した。
悟心は、売茶翁・池大雅・韓天寿・高芙蓉・僧鶴亭・大典顕常・六如慈周・木村兼葭堂・宮崎筠圃など当時の名流の文人たちと盛んに交流し、いわゆる文人僧として詩・書・画・篆刻と文芸に秀でた活躍をした。とりわけ、池大雅とは深く交流し、その影響で伊孚九に私淑している。大雅の作品に悟心が賛を加えたものが多くみられる。なお、高芙蓉の『芙蓉山房私印譜』に悟心の刻した印が掲載されている。寛保3年（1743年）に明の朱一元巨山の『連珠印譜』を模刻した。この模刻は黄檗山におよそ一年籠もってようやく完成された。印の刀法は極めて精緻で評価が高い。後に曽之唯は芙蓉門の葛子琴や崖良弼と並べて悟心を印賢と讚えている。

## 著作
- 『一雨詩偈』
- 『一雨余稿』
- 『一雨文抄』